# Římskokatolická farnost Ludgeřovice
Římskokatolická farnost Ludgeřovice je územní společenství římských katolíků s farním kostelem svatého Mikuláše v Ludgeřovicích.

## Historie
Obec Ludgeřovice, s přilehlými obcemi Markvartovice, Petřkovice a Koblov, byla povýšena na samostatnou farnost 1. 7. 1903. Předtím byla filiálkou farnosti Hlučín. Do funkce prvního faráře byl jmenován tehdy 35letý hlučínský kaplan P. Alois Bitta, rodák z Dolního Benešova. Jeho zásluhou byl v létech 1906-1907 vybudován současný novogotický kostel sv. Mikuláše. Působil v ludgeřovické farnosti až do své smrti v roce 1939.

## Alois Bitta, první farář a stavitel chrámu

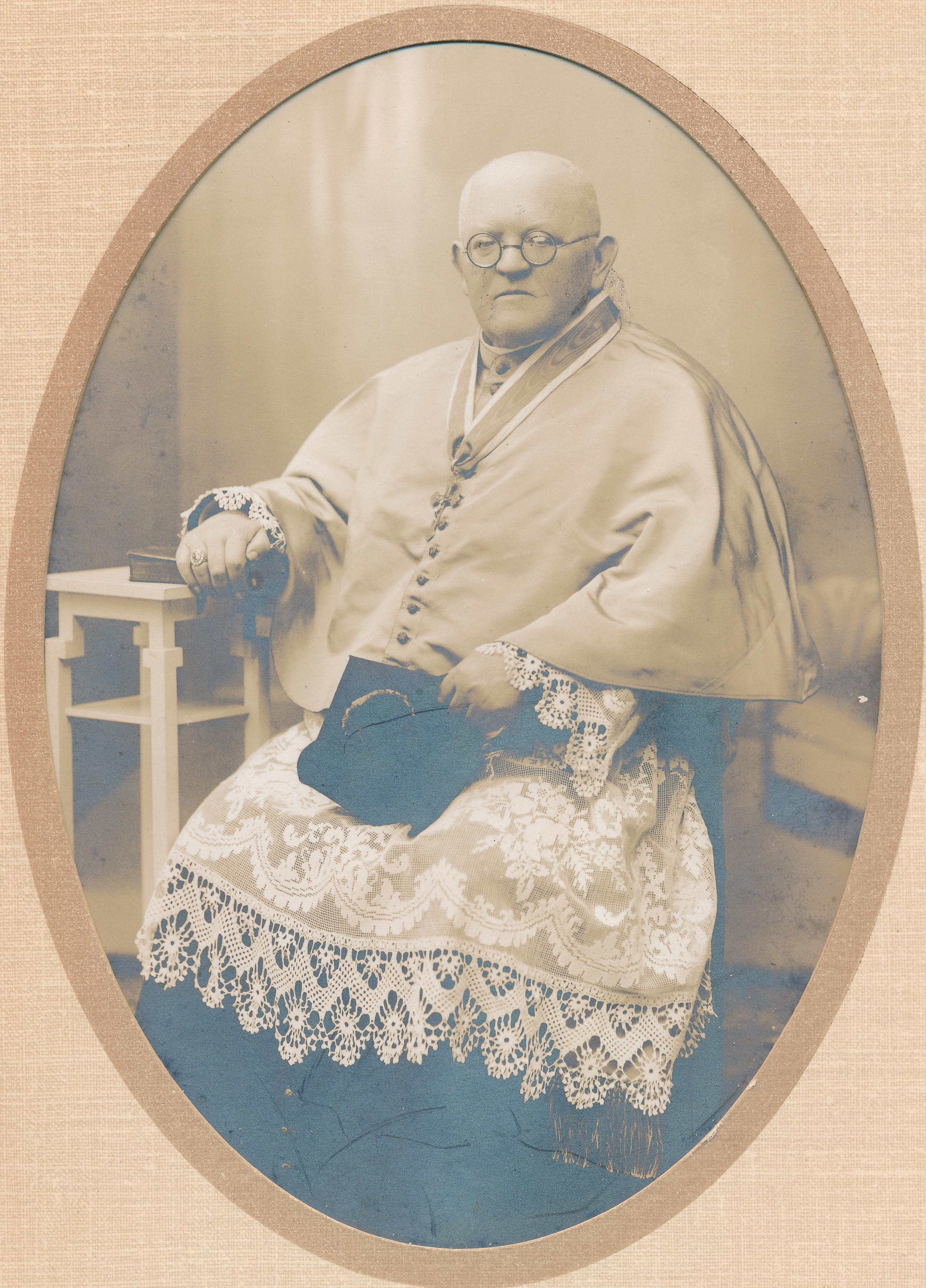
Alois Bitta

Alois Bitta se narodil v nedalekém Dolním Benešově 6. září 1867. V létech 1880 - 1888 studoval gymnázium v Těšíně. Po gymnáziu se připravoval na kněžství v létech 1888 - 1892 v kněžském semináři ve Vratislavi (Breslau). Na kněze byl vysvěcen kardinálem Koppem 15. 6. 1892. Od září roku 1892 působil jako kooperátor v Hlučíně, od prosince téhož roku do dubna 1893 se stal administrátorem ve Velkých Hošticích, od května 1893 je zpět jako kooperátor v Hlučíně. Od roku 1896 dojížděl z Hlučína do Ludgeřovic a vykonával zde ve filiálním kostele duchovní správu. 1. 7. 1903, se znovuzřízením farnosti Ludgeřovice, byl jmenován jejím prvním farářem, slavnostně uveden do funkce 22. 10. 1903. Zemřel 25. 4. 1939 v Ludgeřovicích, kde je také na místním hřbitově pochován, hned při vstupu, u hlavního kříže.

## Duchovní správci
| Č.  | Jméno a funkce                        | Časové rozmezí Doba trvání                                                    |
| --- | ------------------------------------- | ----------------------------------------------------------------------------- |
| 1   | P. Alois Bitta, kanovník a farář      | 1. 7. 1903 – 25. 4. 1939 36 let                                               |
| 2   | P. ThDr. Vojtěch Folta, farář         | 25. 4. 1939 - 31. 7. 1939 administrátor 1. 8. 1939 – 8. 12. 1964 farář 25 let |
|     | P. Zdeněk Pirunčík, administrátor     | 8. 12. 1964 – 2. 6. 1965                                                      |
| 3   | P. Richard Klíč, děkan a farář        | 3. 6. 1965 – 10. 6. 1977 12 let                                               |
| 4   | P. Miloslav Michna, administrátor     | 1. 7. 1977 – 31. 7. 1980 3 roky                                               |
| 5   | P. Antonín Dominik, farář             | 1. 8. 1980 – 31. 7. 1993 13 let                                               |
| 6   | P. Mgr. Jan Plaček, farář             | 1. 8. 1993 – 30. 6. 1997 4 roky                                               |
| 7   | P. Mgr. Radovan Hradil, administrátor | 1. 7. 1997 – 30. 6. 2000 3 roky                                               |
| 8   | P. Mgr. Jan Kučera, farář             | 1. 7. 2000 – 30. 6. 2011 11 let                                               |
| 9   | P. Mgr. Václav Koloničný, farář       | 1. 7. 2011 - 30. 6. 2021 10 let                                               |
| 10  | P. Mgr. Vít Zatloukal , farář         | 1.7. 2021 - 30. 6. 2024 3 roky                                                |
| 11. | Mons. Mgr. Jan Plaček, farář          | 1. 7. 2024 - dosud                                                            |

## Kostely a kaple na území farnosti
- Kostel svatého Mikuláše v Ludgeřovicích
- Kaple Nejsvětější Trojice v Markvartovicích
- Kaple Nanebevzetí Panny Marie v Petřkovicích